# Dollodon

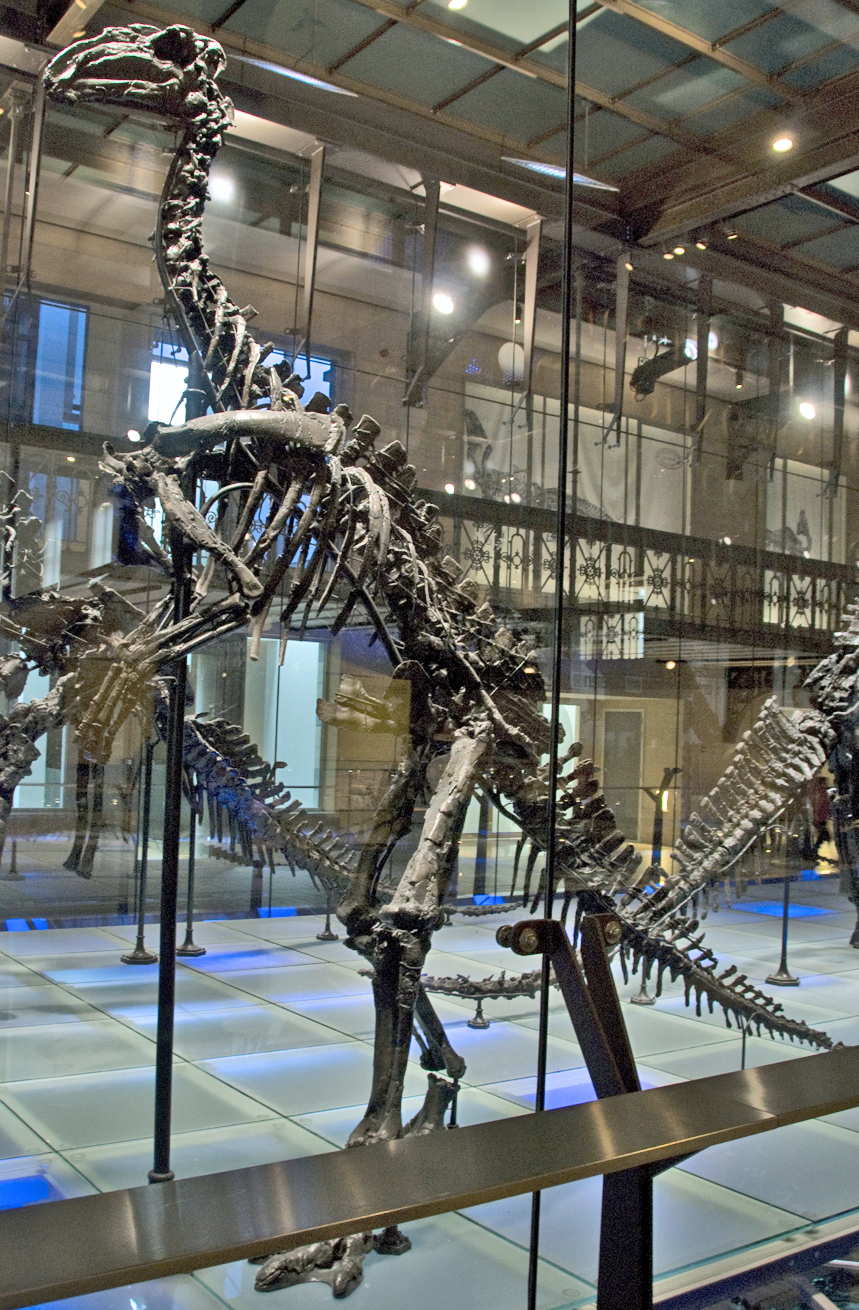
Az IRSNB 1551 jelzésű lelet, a Dollodon bampingi holotípusa Brüsszelben, a Természettudományok Belga Királyi Intézetében

A Dollodon az ornithopoda dinoszauruszok egyik neme, amely a kora kréta kor barremi és feltehetően a kora apti korszakaiban élt Európában. A maradványait Belgiumban (Bernissartban), valamint a feltételezés szerint Németországban és Angliában fedezték fel. A Dollodon egy könnyű felépítésű iguanodontia növényevő volt, amely körülbelül 6 méteres hosszúságot és a becslés szerint 1 tonnás tömeget ért el.
A nemhez tartozóan csak egy faj vált ismertté, a D. bampingi. A Dollodon holotípus példányát az IRSNB 1551 jelzésű leletet eredetileg az Iguanodon mantellihez kapcsolták. Az Iguanodon mantelliről és az IRSNB 1551-ről hosszú ideig azt gondolták, hogy az Iguanodon atherfieldensishez tartozik. A példányt 2008-ban Gregory S. Paul egy saját nembe és fajba sorolta be. A nemet a maradványokról elsőként leírást készítő Louis Dollo után, a fajt pedig Mr. D. Bamping tiszteletére nevezte el.

## Fordítás
- Ez a szócikk részben vagy egészben a Dollodon című angol Wikipédia-szócikk ezen változatának fordításán alapul.  Az eredeti cikk szerkesztőit annak laptörténete sorolja fel. Ez a jelzés csupán a megfogalmazás eredetét és a szerzői jogokat jelzi, nem szolgál a cikkben szereplő információk forrásmegjelöléseként.